# St. Johann im Pongau (huyện)
Bezirk St. Johann im Pongau là một huyện hành chính (Bezirk) ở bang của Salzburg, Áo, và đồng dạng với vùng Pongau.
Huyện này có diện tích 1.755.37 km², với dân số 82.565 người (2023), và mật độ dân số 47 người trên mỗi km². Trung tâm hành chính huyện là St. Johann im Pongau.

## Thông tin nhân khẩu
| Năm    | 1869  | 1880  | 1890  | 1900  | 1910  | 1923  | 1934  | 1939  | 1951  | 1961  | 1971  | 1981  | 1991  | 2001  |
| ------ | ----- | ----- | ----- | ----- | ----- | ----- | ----- | ----- | ----- | ----- | ----- | ----- | ----- | ----- |
| Dân số | 27105 | 28678 | 30118 | 31499 | 36516 | 38317 | 41996 | 43115 | 53072 | 57100 | 63479 | 67410 | 71955 | 77872 |

- Nguồn: Statistik Austria

## Phân chia hành chính
Huyện này được chia thành 25 đô thị, 3 trong số đó là thị xã, và 7 là phố thị (market town).

### Thị xã
1. Bischofshofen (10.087)
2. Radstadt (4.710)
3. St. Johann im Pongau (10.260)

### Phố thị

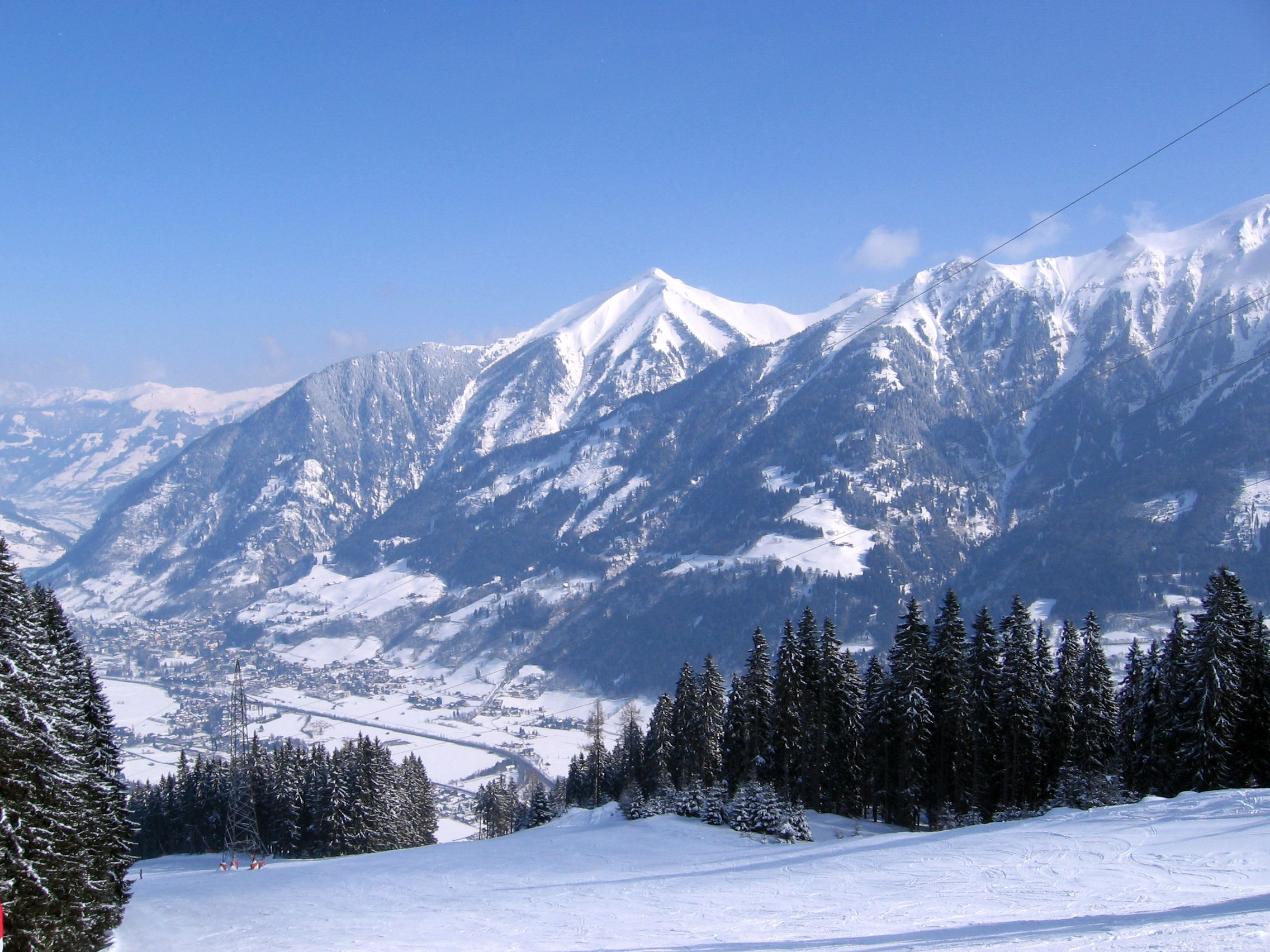
Bad Hofgastein về mùa Đông

1. Altenmarkt im Pongau (3.486)
2. Bad Hofgastein (6.727)
3. Großarl (3.634)
4. St. Veit im Pongau (3.330)
5. Schwarzach im Pongau (3.526)
6. Wagrain (3.127)
7. Werfen (3.085)

### Các đô thị
1. Bad Gastein (5.838)
2. Dorfgastein (1.649)
3. Eben im Pongau (2.005)
4. Filzmoos (1.352)
5. Flachau (2.625)
6. Forstau (515)
7. Goldegg (2.216)
8. Hüttau (1.555)
9. Hüttschlag (974)
10. Kleinarl (743)
11. Mühlbach am Hochkönig (1.629)
12. Pfarrwerfen (2.174)
13. St. Martin am Tennengebirge (1.406)
14. Untertauern (453)
15. Werfenweng (766)

(dân số thời điểm 15 tháng 5 năm 2001)